# Arsin
Ne doit pas être confondu avec Arcsin.
Arsin est une ville et un district de la province de Trabzon dans la région de la mer Noire en Turquie.